# 紫金山站

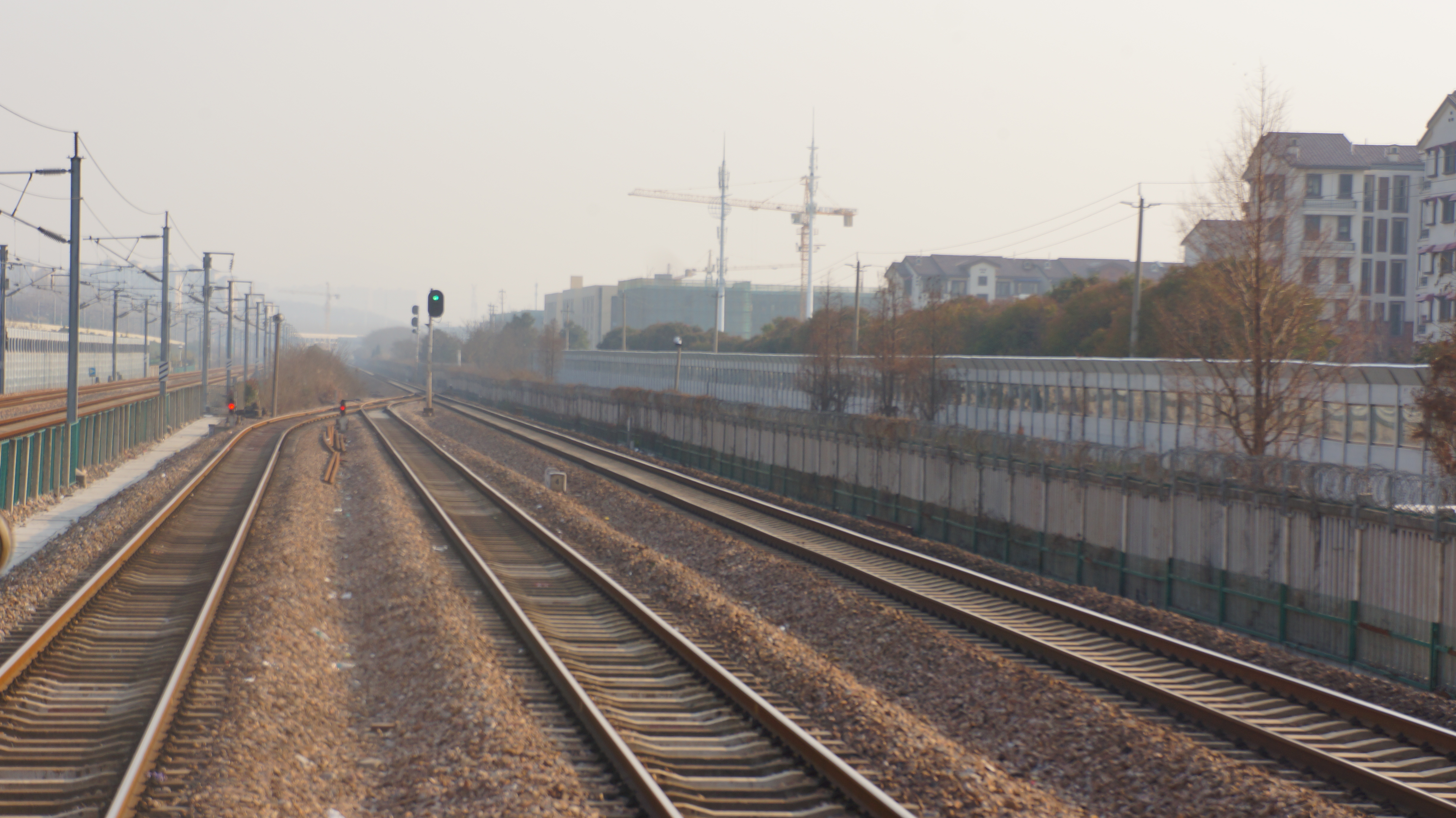
紫金山站站内铁轨（铜陵方向）

紫金山站是位于江苏省南京市玄武区玄武湖街道的一个铁路车站，有宁铜铁路经过，距离南京西站18公里，邮政编码210049。车站建于1936年，隶属中国铁路上海局集团有限公司南京东直属站，现仅通过专用线办理军运及部分物资到发，不办理客运业务，是三等站，设有1条正线、2条到发线，以及通往南京新干线物流有限公司等单位的专用线共三条。
车站北侧的门南村线路所分别将宁芜铁路正线分流至南京站和南京东站方向。其中往南京方向的客车联络线经过尧客后并入京沪铁路上行正线和第三线。